# ナヴァロンの要塞
『ナヴァロンの要塞』（ナヴァロンのようさい、The Guns of Navarone）は、イギリスの作家アリステア・マクリーンが1957年に発表した、第二次世界大戦を題材とした冒険小説、戦争小説である。1961年に映画化され、小説・映画ともども評判となった。

## 概要
戦記物、実録秘話の体裁をとっているが、物語に登場するケロス島もナヴァロン島も架空の島である。1943年、エーゲ海で実際に行われた戦闘については、ドデカネス諸島戦役を参照。
日本語版は1966年11月に早川書房から刊行された。1977年2月にハヤカワ文庫として文庫化された。
本作の成功により、アリステア・マクリーンは11年後の1968年にマロリー、アンドレア、ミラーの登場する続篇『ナヴァロンの嵐』（Force 10 from Navarone）を書いた。また、後日、サム・ルウェリンによってやはりこの3人が登場する続篇『ナヴァロンの風雲』（Storm force of Navarone、1996年、日本語訳：ハヤカワ文庫 2001年）と『ナヴァロンの雷鳴』（Thundervolt of Navarone、1998年、日本語訳：ハヤカワ文庫 2002年）が書かれている。

## あらすじ
第二次世界大戦中の1943年、イギリス軍の将兵2,000名がドイツ軍占領地に囲まれたギリシャのエーゲ海にあるケロス島で孤立した。しかし、そこから海路脱出するには、その南にあるナヴァロン島に配備された2門の巨砲の射程内を通過しなければならない。ナヴァロンの巨砲にはすでに巡洋艦や駆逐艦が何隻も撃沈されており、この巨砲を無力化しない限り、ケロス島からの脱出は不可能だった。
イギリス海空軍は何度もナヴァロン攻撃を試みたが、その巨砲は岩肌をくりぬいて作られた穴に設置された難攻不落の要塞に置かれており、爆撃も空挺兵による襲撃もことごとく失敗してしまう。万策尽きたまま、ドイツの総攻撃まであと1週間という時に投入された最後の部隊が世界的な登山家マロリーの率いる一隊だった。彼らは、登攀不能と思われているため、そこだけドイツ軍の警備が手薄と推測されるナヴァロン島南面の400フィートの断崖をよじ登り、島に侵入しようというのである。
偽装した老朽漁船でナヴァロン島に辿り着いた彼らは、嵐の中、苦闘の末に断崖を登りきるが、どうやら自分たちの行動が敵に筒抜けになっているらしいことに気づく。

## 登場人物
- キース・マロリー - 隊長。砂漠挺進隊（Long Range Desert Group）大尉。ニュージーランド出身の世界的な登山家。
- アンドレア - ギリシャ陸軍の元中佐。マロリーとクレタ島で後方撹乱戦を行っていた。
- ミラー - 陸軍伍長。爆薬と破壊工作の専門家。アメリカ人。通称「フケツ」（Dusty）。
- スティーブンズ - 海軍大尉。登山家。
- ブラウン - 海軍電信兵曹。船舶機関士の経歴を持つ。
- ジェンセン - 海軍大佐。後方撹乱作戦の指揮官。
- ルーキ - ナヴァロン島の連合軍協力者。
- パナイス - 同。

## 日本語訳
いずれも平井イサク訳、早川書房刊行。
- 『ナヴァロンの要塞』ハヤカワ・ポケットブック（HPB958）、1966年
- 『ナヴァロンの要塞』ハヤカワ・ノヴェルズ、1971年
- 『ナヴァロンの要塞』ハヤカワ文庫（NV131）、1977年、ISBN 978-4150401313